# Caspar Bartholin, o Velho
Caspar Bartholin, o Velho (Caspar Berthelsen, Casparus Bartholinus) (Malmø, Dinamarca, 12 de Fevereiro de 1585 - Sorø, Zelândia, 13 de Julho de 1629) foi um teólogo, médico e anatomista dinamarquês. Em 1613 tornou-se professor de medicina da Universidade de Copenhagen onde mais tarde também ensinou teologia.
A sua precocidade era coisa fantástica: aos três anos de idade já sabia ler, e aos treze anos de idade já compunha orações em grego e latim e as distribuía em público. Quando estava com dezoito anos foi mandado para a Universidade de Copenhagen, tendo também estudado em Rostock e Wittenberg.
Viajou depois por toda a Alemanha, Holanda, Inglaterra, França e Itália, e era recebido com notável respeito nas diferentes universidades que visitou.  Em 1613 foi eleito professor de medicina da Universidade de Copenhagen, e ocupou esse posto durante onze anos, quando, caindo gravemente doente, fez um juramento que em caso de recuperação iria se dedicar totalmente ao estudo da teologia.  Ele cumpriu esse juramento tornando-se Professor de Teologia em Copenhagen e cânone de Roskilde.  Morreu no dia 13 de Julho de 1629, em Sorø, na Zelândia.
A sua obra, Anatomicae Institutiones Corporis Humani (Instituições Anatômicas do Corpo Humano, 1611), foi durante muitos anos o livro padrão da matéria de anatomia. Ele foi o primeiro a descrever o funcionamento do nervo olfativo.
Teve dois filhos, Thomas e Erasmus, que também se tornaram eruditos célebres.

## Obra

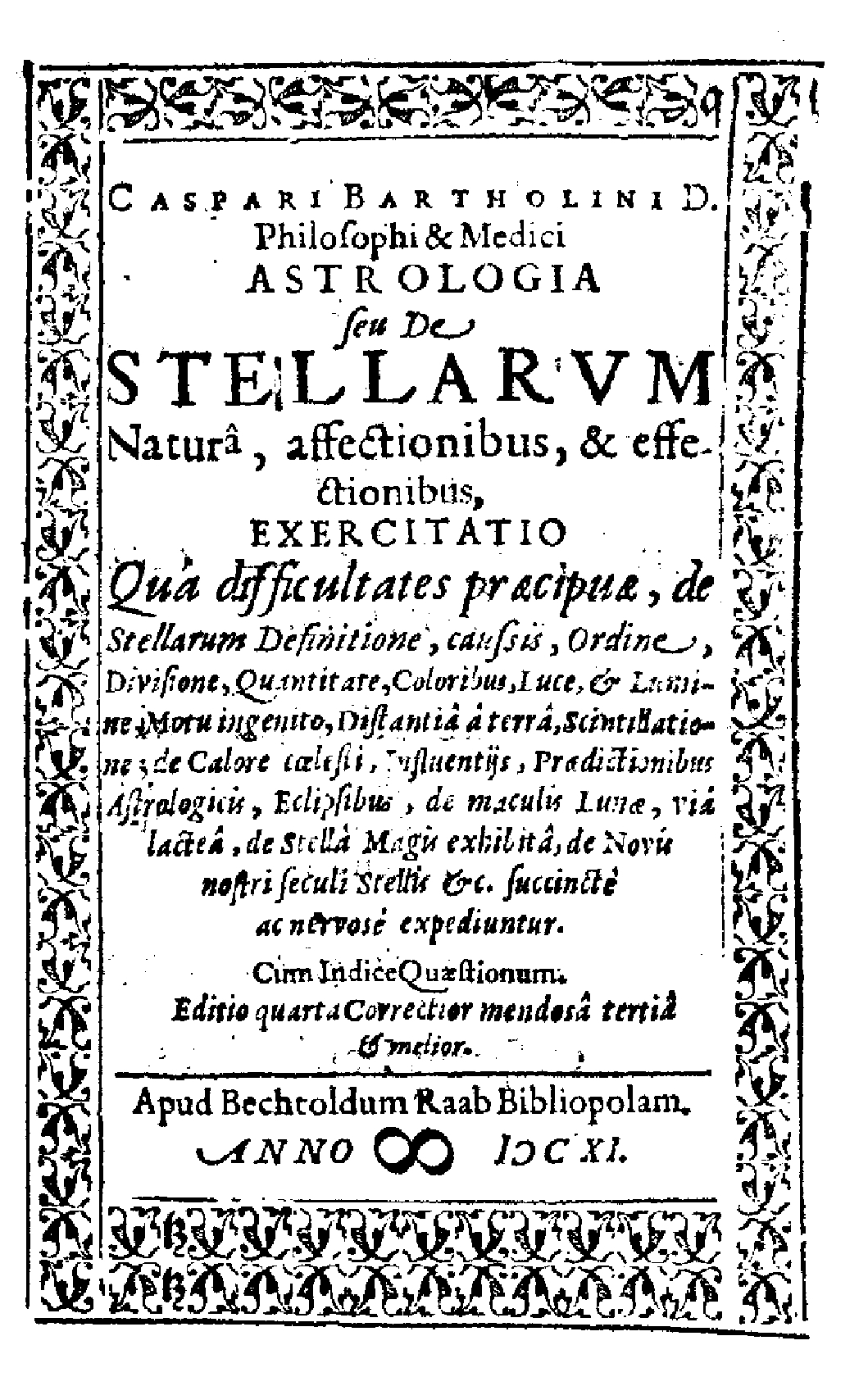
Astrologia, seu De stellarum natura, 1612

- Anatomicae Institutiones Corporis Humani (1611)
- Astrologia, seu De stellarum natura (em latim). Wittenberg: Bechtoldus Raaben. 1612

## Família Bartholin
- Caspar Bartholin, O Velho (1585-1629), (* 12 de Fevereiro de 1585 † 13 de Julho de 1629), teólogo e médico dinamarquês.
- Caspar Bartholin, O Jovem (1655-1738) (* 10 de Setembro de 1655 † 11 de Junho de 1738), médico e professor de medicina dinamarquês.
- Thomas Bartholin, O Velho (1616-1680) (* 20 de Outubro de 1616 † 4 de Dezembro de 1680), teólogo, médico e matemático dinamarquês.
- Thomas Bartholin, O Jovem (1659-1690) (* 27 de Março de 1659 † 15 de Setembro de 1690), arquivista e antiquariano dinamarquês.
- Thomas Bartholin (Jurista) (1690-1737) (* 20 de Outubro e 1690 - † 1 de Abril de 1737, jurista dinamarquês e filho de Thomas Bartholin, O Jovem (1659-1690).
- Erasmus Bartholin (1625-1698) (* 13 de Agosto de 1625 † 4 de Novembro de 1698), físico e matemático dinamarquês.
- Bertel Bartholin (1614-1690) (* 21 de Setembro de 1614 † 29 de Janeiro de 1690), professor e filólogo dinamarquês.